# Splendrillia halidorema
Splendrillia halidorema är en snäckart som först beskrevs av Jeanne Sanderson Schwengel 1940.  Splendrillia halidorema ingår i släktet Splendrillia och familjen Drilliidae. Inga underarter finns listade i Catalogue of Life.